# Sam and Friends
Sam and Friends war eine US-amerikanische, schwarz-weiße Puppentheater-Fernsehsendung, die von Jim Henson und seiner späteren Frau Jane Ann Nebel (Jane Henson) kreiert wurde. Sie lief zweimal täglich vom 9. Mai 1955 bis zum 8. Dezember (nach anderen Angaben 15. Dezember) 1961 auf WRC-TV, einem Fernsehsender der NBC in Washington, D.C. Die Sendungen hatten eine Länge von 5 Minuten. Die Sprechrollen der Puppen übernahm das Produktionsteam persönlich. Die Drehbücher stammten von Jim Henson (1955–1961) und Jerry Juhl (1961). Die deutsche Erstaufführung fand 1961 in Hamburg statt.

## Handlung
Sam war eine glatzköpfige, menschenähnliche Puppe, mit großen Augen, Ohren und Nase. Seine Freunde waren Yorick, eine Art purpurner Schädel mit ständigem Appetit, Harry der Hipster (bzw. Beatnik) und Kermit, eine frühe Vorform von Kermit der Frosch. Später kamen noch viele andere Figuren hinzu. Anfangs sangen die Puppen meist Lieder und tanzten dazu. Später wurden Sketche geschrieben und in der Sendung aufgeführt. Einer dieser frühen Sketche war der sogenannte „Inchworm“ (zu dt. Raupe); dabei knabberte eine Puppe – meistens Kermit – an einem vermeintlichen Wurm (bzw. einer Raupe), der sich aber plötzlich als Nase oder auch Zunge eines großen Monsters entpuppte, worauf die Figur von diesem Ungeheuer verschlungen wurde. Dieser Sketch wurde in Hensons späteren Produktionen immer wieder mal aufgegriffen.